# Église Saint-Germain-l'Auxerrois
De Église Saint-Germain-l'Auxerrois (Sint-Germanus-van-Auxerrekerk) is een rooms-katholieke kerk in Parijs, 1e arrondissement nabij het Musée du Louvre. De schutspatroon van de kerk is de heilige Germanus van Auxerre.

## Geschiedenis

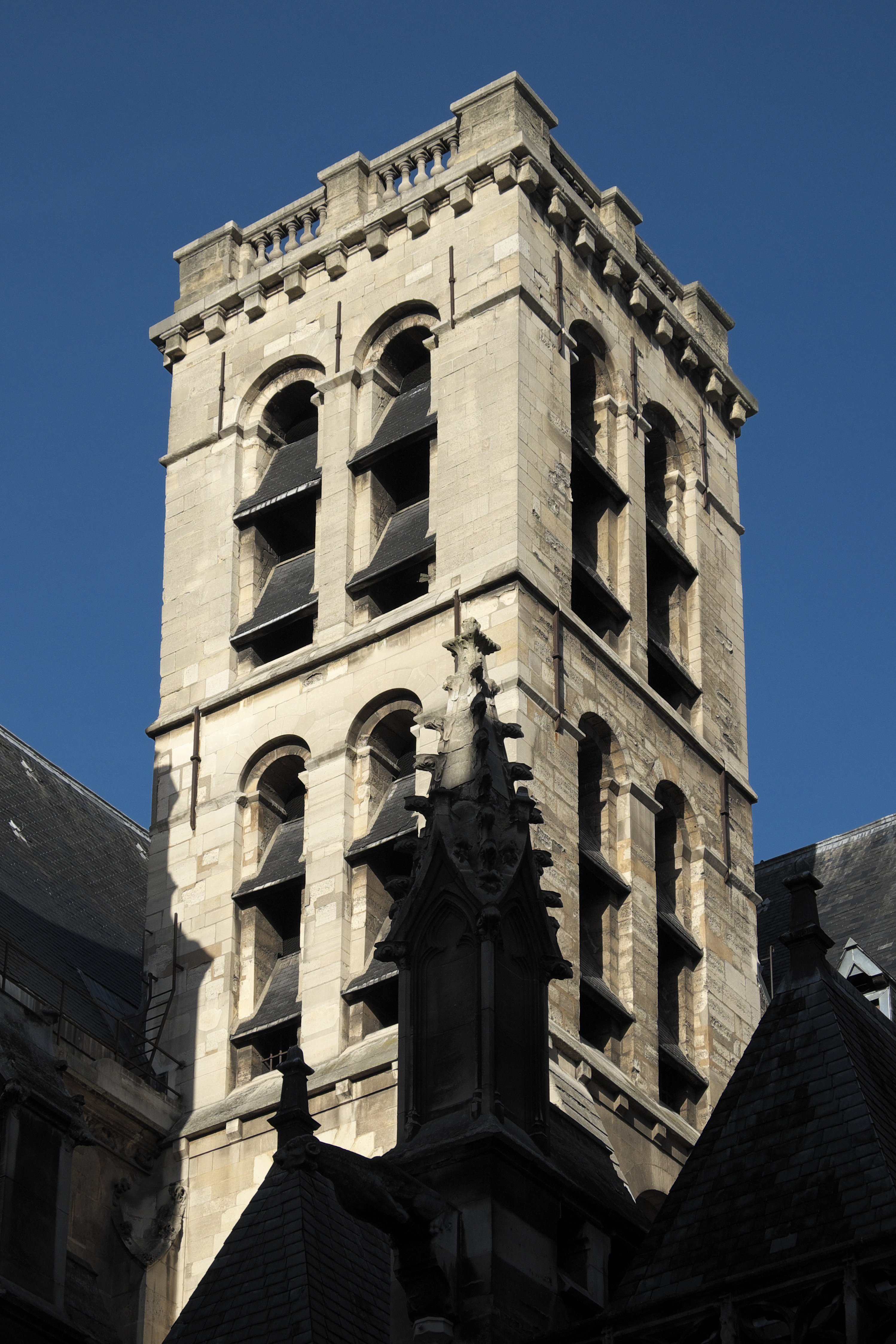
De klokkentoren

De Saint-Germain-l'Auxerrois ligt vlak tegenover het Louvre, en in de nabijheid van het gemeentehuis van het 1e arrondissement. Het is duidelijk te zien dat Hittorff, de architect van het gemeentehuis, trachtte een tegenhanger te ontwerpen voor de façade van de kerk, om zo een ongewone valse symmetrie te creëren.
Hoewel de geschiedenis van de kerk in de Merovingische periode is begonnen, is daar vandaag de dag niets meer van zichtbaar. Het oudste deel van het gebouw is de romaanse kerktoren, die uit de 12e eeuw dateert. In de daaropvolgende eeuw zijn de oostelijke toegangspoort, het koor en de kapel van de Maagd Maria gebouwd. De kerk is grotendeels herbouwd in de 15e eeuw, waarbij onder andere het portaal is verhoogd. De Saint-Germain-l'Auxerrois werd de favoriete kerk van de koninklijke familie toen de Valois zich opnieuw in het Louvre vestigden, in de 14e eeuw. Vanwege de nabijheid van het Louvre behoorde een groot aantal Franse koningen tot de parochie – deze populariteit is een van de redenen dat de kerk zo lang is blijven staan, en nu de oudste kerk van Parijs is.
In tegenstelling tot wat vaak wordt gedacht was het niet het carillon van de klokkentoren aan de noordzijde, dat de katholieken opriep bijeen te komen voor de Bartholomeusnacht in 1572. Het was de klok in de kleine toren aan de zuidkant van de kerk. Zijn signaal luidde letterlijk het begin in van de slachting van de Parijse protestanten.

### Verwoestingen
De kerk werd in de 18e eeuw verwoest: het doksaal uit de 16e eeuw verdween, evenals de glas-in-loodramen en het timpaan. Tijdens de Franse Revolutie werd het gebouw helemaal leeggeruimd, en veranderd in een opslagplaats voor veevoer, een drukkerij en een politiepost. In 1831 werd de Saint-Germain, evenals het paleis van de aartsbisschop, geplunderd door antimonarchisten. Er wordt voorgesteld om het gebouw helemaal af te breken, maar desondanks wordt het door Eugène-Emmanuel Viollet-le-Duc gerestaureerd.

### Kenmerken
De kerk onderscheidt zich door zijn portaal en zijn campanile (of belfort), tussen 1858 en 1863 gebouwd in een flamboyante gotische stijl door de architect en winnaar van de Prix de Rome Théodore Ballu. Het monumentale Vlaamse altaarstuk in een van de kapellen aan de noordzijde werd aangeboden door de graaf van Montalivet, minister onder Lodewijk Philips I.

### Geloofsgemeenschap Notre Dame
Na de brand in de Notre-Dame van Parijs in april 2019 werd de kerk in gebruik genomen door de geloofsgemeenschap die samenkwam in de Notre-Dame van Parijs. De activiteiten van de parochie van de Saint-Germain zijn voor onbepaalde tijd opgeschort.

## Chronologie

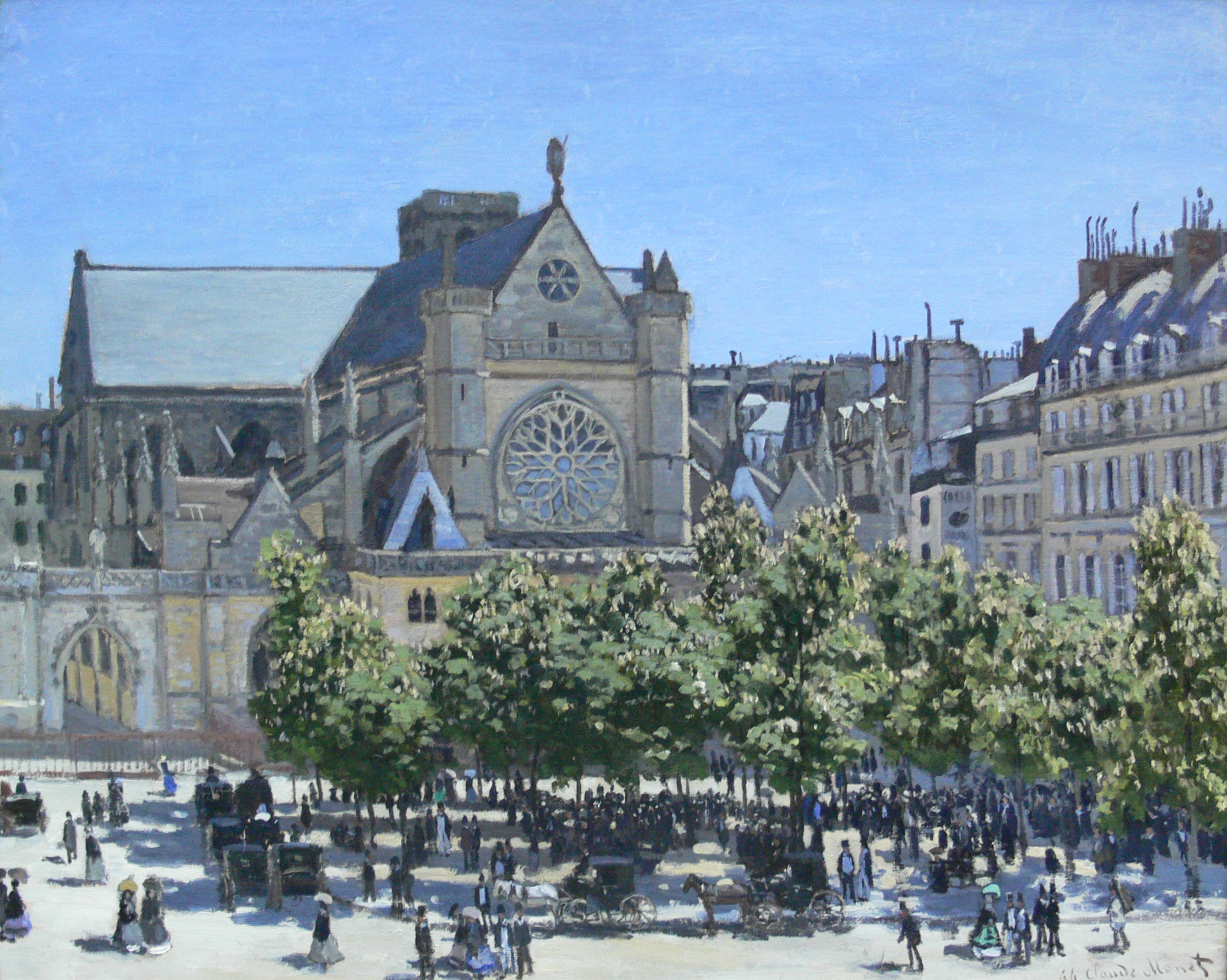
Saint-Germain-l'Auxerrois
door Claude Monet (1867).

- 1e helft van de 12e eeuw: Bouw van de eerste kerk, gewijd aan Saint-Germain-le-Rond.
- 2e helft van de 13e eeuw: Herbouw van de kerk. Vervanging van het middenschip en het koor.
- 1420-1425: Herbouw van het middenschip en de zijbeuken, behalve bij de kapel.
- 1435-1439: Meestermetselaar Jean Gaussel bouwt het portaal en de kapellen aan de linkerzijde van het schip.
- Begin van de 15e eeuw: Bouw van de kapellen aan de rechterzijde van het koor en de kapellen van de apsis.
- 1541: Bouw van het doksaal naar ontwerp van Pierre Lescot.
- 1560-1570: Bouw van de kapellen aan de linkerzijde van het koor.
- 1570: Bouw van de poort die toegang geeft tot het canonieke klooster.
- 1710: Plaatsing van de centrale pijler met het standbeeld van de heilige Germanus en het timpaan met het Laatste Oordeel voor processies.
- 1728: De glas-in-loodramen worden vervangen door wit glas.
- 1745: Afbraak van het doksaal van Lescot om het koor te vergroten.
- 1754: De architect Claude Baccarit en zijn schoonzoon, de beeldhouwer Louis-Claude Vassé, plaatsen het modieuze koor.
- 1767: Plaatsing van het hekwerk om het koor door de slotenmaker Pierre Dumiez.
- 1838-1855: Restauratie van de kerk door Jean-Baptiste Lassus en Victor Baltard.